# Porte romane de l'église de Marcillé-Raoul
La porte romane est située dans le cimetière au nord du bourg de Marcillé-Raoul dans le département français d'Ille-et-Vilaine.

## Historique
La porte est l’un des rares vestiges de l’ancienne église paroissiale Saint-Pierre, Saint-Paul, qui fut un prieuré de l’abbaye Saint-Melaine de Rennes. Elle avait été édifiée au XIIe siècle avant que sa façade soit reconstruite en 1660 et son chœur repris en 1782. Mais l’édifice roman semblait avoir été élevé sur les fondations d’un édifice plus ancien, comme l’attestait des cordons de briques à sa base. Il fut rasé au milieu du XIXe siècle quand la nouvelle église fut construite en bordure de la route principale, provoquant le déplacement progressif du centre du bourg. 
La porte sud a été conservée dans l’ancien cimetière qui entourait l’église, ainsi que le maître-autel en granit semblant dater du XIIIe siècle. 
Elle fait l’objet d’un classement au titre des monuments historiques depuis le 8 août 1921.

## Description
La porte du XIIe siècle est formée d'un arc de plein cintre à double rouleau souligné de voussures soutenu par quatre colonnettes à chapiteaux ornés de feuillages.